# نیروهای سیگنال روسی
سربازان سیگنال روسیه، ستون متخصص نیروهای زمینی نیروهای مسلح روسیه است. نیروهای سیگنال بخشی جدایی ناپذیر از نیروهای مسلح است. وضعیت و عملکرد آن تا حد زیادی بر کارایی فرمان به موقع تجهیزات جنگی و سلاح‌ها تأثیر می‌گذارد.
در رابطه با توسعه نیروهای سیگنال، این نیروها با یک روند طولانی و دشوار، به‌طور جدایی ناپذیر با تاریخ نیروهای مسلح، تغییرها در اَشکال و روش‌های استفاده و بهبود هنر نظامی ارتباط دارد. از ابزار صوتی و تصویری ساده برای انتقال سیگنال و دستورها در میدان نبرد به چند کانال به‌طور گسترده شاخه‌ای، سیستم‌های خودکار پیشرفته‌ای وجود دارند که می‌توانند یک محدوده تقریباً نامحدود از اشیاء ثابت و متحرک بر روی زمین، در آب فراهم کنند، در زیر آب و در هوا، این مسیر تاریخی مسبب توسعه و بهبود ارتباطات نظامی است. ارتباطات در میدان جنگ یکی از انواع اصلی پشتیبانی عملیاتی است

## تاریخچه
با توجه به گستره فضایی خصومت‌ها، مشکل ارتباطی در ارتش در قرن نوزدهم اهمیت زیادی به دست آورد. در ارتش امپریالیستی روسیه، نخستین تلاش برای معرفی تلگراف در طول جنگ روسیه - ترکیه در سال‌های ۱۸۷۸–۱۸۷۷ صورت گرفت و این امر با بهره‌گیری فراوان در مدیریت نیروها موجب شد تا از ارتباطات بیشتر استفاده کنند.
تلگراف‌ها و تلفن‌ها در مدیریت نیروهای نظامی، جایگاه برجسته‌ای را به خود اختصاص داده‌اند و خطوط تلفن همراه به‌طور گسترده‌ای توسعه یافته‌است تا سربازان مستقر در تئاتر جنگ را هدایت کنند. در پایان قرن نوزدهم، پارک تلگراف و تلفن نظامی که شامل واحدهای مستقر توسط اداره کل مهندس بود، در خط مرکزی روسیه، ۱۷ خط (۹۷۵ مایل) و قفقاز – دو خط (۱۳۰ مایل) را در اختیار داشت. علاوه بر این، قلعه‌ها به ۵۵ گره (۴۲۳ مایل) ارتباط داده شد.
در فوریه سال ۱۹۰۵، در روستای قرمز، جایی که یک انبار نظامی از رادیوهای خریداری شده در خارج از کشور وجود داشت، گروهی از افسران، فارغ التحصیلان مدارس برق مدارس نظامی به ایستگاه‌های قطار برای مطالعه تجربه کنترل و کنترل در شرایط جنگی فرستاده شدند. در اوایل ماه مارس ۱۹۰۵، این افسران در جنگ روسیه و ژاپن که در بهار در جنگ بودند، فرستاده شدند و به نیروهای منظم ارتش پیوستند. در سال ۱۹۱۲، سپاه سیگنال‌ها به عنوان یک بازوی جداگانه با واحدهای سپاه در ارتش مطرح شد. این سپاه شامل دو بخش سیگنال (۸ هنگ پیمان در ۴ تیپ)، یک سیگنال گردان (یک و سه شرکت تلگراف کانتینر) و یک پارک واحد مهندسی زمینه با ۲۰ تلگراف، ۱۹۳ تلگراف و ۳۳۳ خط کابلی ذخیره شد. سپاه با جدیت در جنگ جهانی اول جنگید.
پس از انقلاب اکتبر و جنگ داخلی. روسیه در سال ۱۹۱۸ صعود کرد، ارتش سرخ به‌طور رسمی، سپاه سیگنال روسیه را دوباره سازماندهی کرد و در ۲۰ اکتبر ۱۹۱۹ آن‌ها به صورت رسمی به عنوان نیروهای ویژه شناخته شدند، و همچنین به عنوان نشان دهنده واحدهای خود در روزهای جنگ داخلی. در سال ۱۹۴۱، در زمان جنگ میهنی بزرگ، پست سربازان نیروهای سیگنال توسط دستورات کمیساریای خلق برای دفاع ایجاد شد، و بعد صاحب دفتر بعداً در سال ۱۹۴۴ رتبه مارشال را بدست آورد. (۳ ژنرال دیگر بعد از جنگ به مارشال نیروهای سیگنال ارتقا یافتند)

## واحدهای ۲۰۱۷
- تیپ ۱ ستاد مرکزی¬ (سرتولوو)
- تیپ ۹ ستاد گمرک (ورونژ)
- تیپ ۳۴ فرماندهی مرکزی (ولادی کاکاخ)
- تیپ ۳۵ ستاره (کوچیونوو)
- تیپ ۵۴ ستاره (بلوگورسک)
- تیپ ستاره ۵۹ (یکتاپرینبرگ)
- تیپ ستون ۶۰ (سلیاتینو) و (ادیتن سوو)
- تیپ ستون ۶۶ (افیپ اسکای)
- تیپ ۷۵ ستاره (اوگاندا)
- تیپ ستون مرکزی ۸۰ (اووسوریسکی)
- تیپ ستاد مرکزی ۹۱ (سامرا)
- تیپ ستاره ۹۵ (سن پترزبورگ)
- تیپ ستاره ۱۰۱ (چیتا)
- تیپ ۱۰۴ ستاره (خاباروفسک)
- تیپ ۱۳۲ سیگنال (آگالاتوو)
- تیپ ستاره ۱۷۵ (آکسای)
- تیپ ستاد ۱۷۶ (نووچرکاس)
- تیپ ستاد ۱۷۹ (یکاتیرینبورگ، ورکنیایا پیشمه)